# Frederico Serrano
Frederico Guilherme de Souza Serrano, mais conhecido como Frederico Serrano (Pernambuco, 20 de junho de 1842 — 31 de julho de 1891), foi um militar e político brasileiro. Foi senador pelo Estado de Pernambuco no período de 1890 a 1891.